# HDC Young Chang
Pour les articles homonymes, voir HDC.

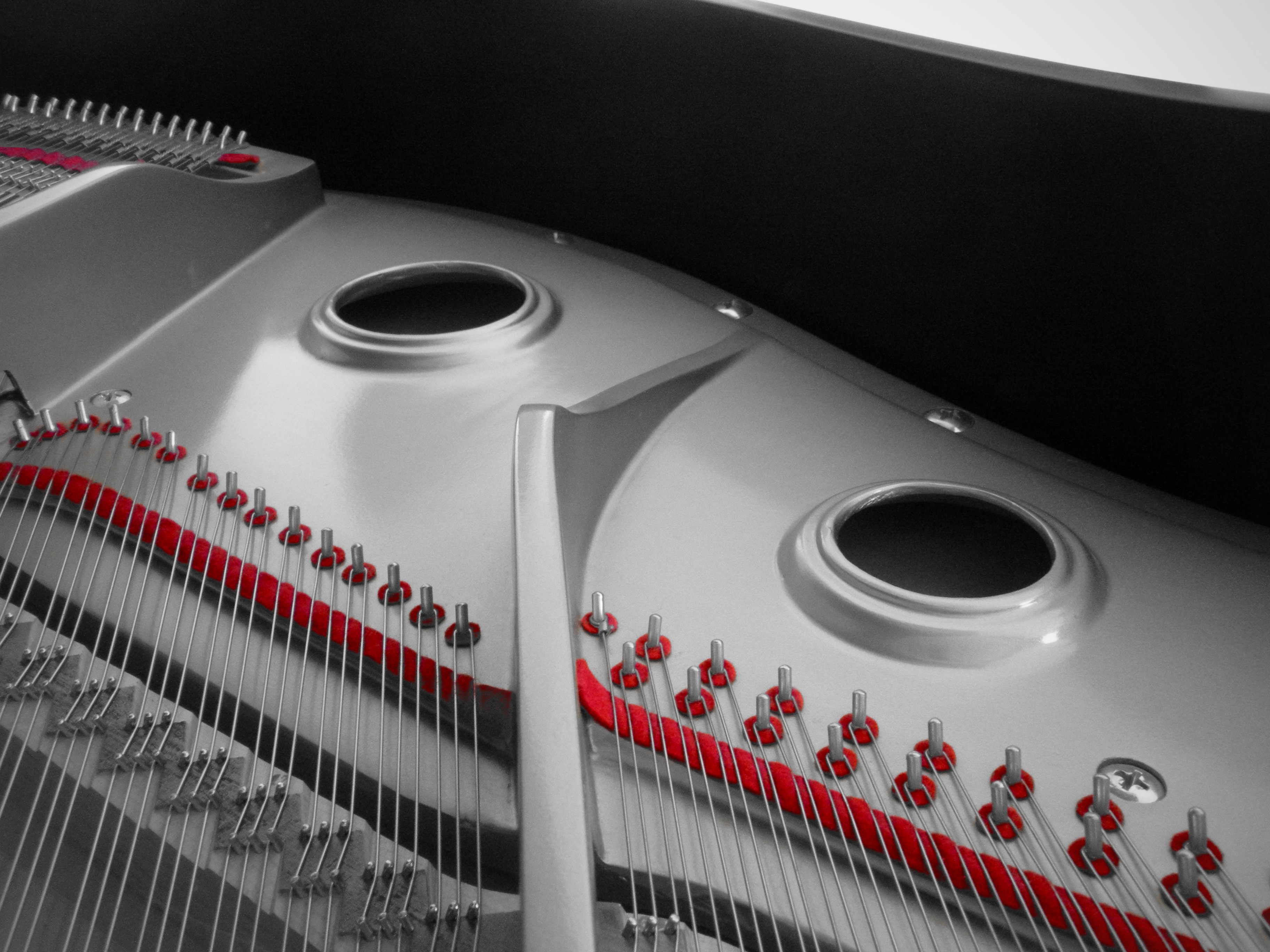
Intérieur d'un piano HDC Young Chang

HDC Young Chang est une entreprise coréenne fabriquant des pianos. Elle est basée à Incheon en Corée du Sud, et a été fondée en 1978.
Elle a racheté la marque Weber en 1987 ainsi que Kurzweil Music Systems en 1990.
Avec les autres fabricants de piano asiatiques que sont Yamaha, Kawai et Samick, HDC Young Chang détient près de 35 % du marché des pianos droits et 80 % du marché des pianos à queue (en nombre d'unités).